# Héroes y demonios
Héroes y demonios es una película argentina de Drama de 1999, escrita y dirigida por Horacio Maldonado y protagonizada por Pablo Echarri, Federico D'Elía, Andrea Pietra, Héctor Alterio, Villanueva Cosse y  Nacha Guevara. 

## Sinopsis
Gabriel y Sergio se conocen mientras se hallan internados en un hospital psiquiátrico. Gabriel es un joven rebelde y violento marginado por la sociedad. Sergio es un programador y analista de sistemas que posee una envidiable actitud de lucha frente a la vida. Muy pronto los une la locura, con la promesa de luchar por la justicia. Ambos elaboran un sagaz plan para asesinar al presidente.

## Reparto
- Pablo Echarri - Gabriel
- Federico D'Elía - Sergio
- Andrea Pietra - Marina
- Héctor Alterio - Jorge Romans
- Villanueva Cosse - Dr. Delfini
- Nacha Guevara - Dra. Peña
- Alejandro Fiore - El General
- Lionel Campoy - Willy
- Cira Caggiano - Gloria
- Wanda Weiss - Denise
- Hugo Castro - Ferrari
- Ramiro Blas - Fernández
- Alfredo Andino - Ramírez
- Pía Uribelarrea - Gabriela
- Sol Alac - Claudia
- Leonardo Chiotta - Gerente
- Eva Baiardi - Empleada
- Walter Balzarini - Traficante
- Juan Carlos Ricci - Torturador
- Griselda Zampanelli - Doctora
- Alejandro Stulchlik - Enfermero
- Daniel Reyes- Cliente
- Gabriel Molinelli - Contador
- Julio Marticorena - Juez
- Roberto Cingolani - Diputado 1
- Jorge Campos - Diputado 2
- Fausto Collado - Comisario
- Silvina García - Seguridad
- Víctor Saragoza- Seguridad 2
- Silvia Marra - Conductora TV
- Guillermo Farisco - Conductor TV
- Juan Pensado - Trabajador
- Juan Carlos Oliver - Hombre 1
- Omar Ferrari - Hombre 2
- Manuel Bello - Analista político
- Romina Banega - Chica calle
- Oscar Poissegur - Cura
- Guillermo Bors - Custodia presidente
- Guillermo Javier de la Vega - Periodista